# Ever Meulen
Ever Meulen, pseudoniem van Eddy Vermeulen (Kuurne, 12 februari 1946) is een Vlaamse graficus en illustrator.

## Biografie
Eddy Vermeulen studeerde Grafiek aan het Sint-Lucasinstituut te Gent en aan Sint-Lukas Brussel. Hij begon zijn grafische loopbaan in 1970 bij het weekblad Humo met humoristische portretten van popvedetten.
In 1973 werden Meulens tekeningen voor het eerst in Nederland gepubliceerd in het stripblad Tante Leny presenteert! Met de eerste spaarcenten werden een oude Oldsmobile en Wurlitzer jukebox uit de jaren ’40 op de kop getikt. Deze en andere sierlijke objecten (vrouwen, voituren en Freddy Frisko’s) zouden vanaf 1974 veelvuldig in zijn tekenwerk opduiken. In 1976 verscheen op de omslag van het Franse stripblad Surprise een glimmende aquarel. In 1977 opende de omslag voor het Nederlandse tijdschrift Furore nieuwe perspectieven.
In 1978 reisde hij naar Amsterdam met een hele serie striptekeningen voor Muziekkrant OOR. Het jaar nadien zou hij ook 70 tekeningen maken rond popmuziek voor datzelfde blad. Ook in 1978 reisde Meulen naar Italië en naar Anderlecht. Ter gelegenheid van het 2000ste nummer van Humo in 1979 werden zijn beste omslagtekeningen in een affiche gecompileerd en de covers zelf tentoongesteld in het Hyatt Regency Hotel te Brussel.

## Werk
Na 1970 volgden nog vele omslagtekeningen en illustratries voor het weekblad Humo. Vanaf 1971 verschenen de Piet Peuk en Balthazar, De Groene Steenvreter stripreeksen, die na een aantal afleveringen een stille dood stierven. Meulen zou nog diverse strips, illustraties en hoesontwerpen voor het blad tekenen, waaronder ook 205 stroken voor de TTT-rubriek.
Tijdens de jaren tachtig ontwierp Meulen platenhoezen voor de Belgische groep Telex en een boekomslag voor de Club des Directeurs Artistiques. Op advies van Eddy Flippo verhuisde hij naar een verlaten pompstation. In 1981 ontwierp hij enorme affiches voor: le Customobile (20 m²), Kaaitheater (7000 cm²) en Mallemunt (4800 cm²). In 1982 werd zijn zeefdruk Baby, can you drive our car uit 1975 met wat vertraging erg populair. Kunstwinkel Plaizier te Brussel bracht een nog prachtiger gedrukte nieuwe versie uit naar aanleiding van de aldaar gehouden tentoonstelling.
Vanaf 1984 stelde Ever Meulen tentoon in o.a. Londen, Liverpool, Angoulême, New York, Genève, Amsterdam, Lyon, Turku, Knokke, Brussel, Leuven, Kuurne, Antwerpen en Wervik. Eind 1984 verscheen de Publi-Folio met vijf publicitaire prenten bij uitgeverij Plaizier te Brussel en begin 1985 werd de porte-folio Huiles sur papier uitgegeven bij Futuropolis te Parijs. Ter gelegenheid van de twintigjarige verjaardag van de Beursschouwburg ontwierp hij de omslag van de gelegenheidsuitgave en ontwierp de affiche Kunst in de Metro in de Brusselse metro. Begin 1986 verscheen bij uitgeverij Carton te Lyon een verzameling TTT-tekeningen onder de titel De Zaak TTT.

## Prijzen
De reeks reclametekeningen voor het Gemeentekrediet van België werd bekroond met een Silver Pub Award. In 1983 ontving Humo de Gold Award voor een door Ever Meulen ontworpen cover rond het thema: “De paus in Polen”, waarop paus Johannes-Paulus II met de snor van Lech Wałęsa werd afgebeeld. Een door Meulen ontworpen cover voor het Amerikaanse tijdschrift Raw kreeg een Certificate of Design Excellence.
Ever Meulen is de ontwerper van de trofee van de sinds 1995 jaarlijks uitgereikte literaire Gouden Uil literatuurprijs.
In 2005 eindigde hij op nr. 444 in de Vlaamse versie van De Grootste Belg, buiten de officiële nominatielijst.
Begin 2006 verscheen het elfde boek van Ever Meulen, Verve, met een overzicht van zijn belangrijkste werk uit de periode 1988-2005, met een voorwoord door Art Spiegelman.
Van 8 februari 2008 tot 13 april 2008 liep in Leuven een retrospectieve tentoonstelling van zijn werk: De Stiel. In 2009 kreeg hij de Cultuurprijs van de gemeente Kuurne.

### Henry Van de Velde Award
In januari 2013 kreeg Ever Meulen de Henry Van de Velde Award voor zijn hele loopbaan. Meulen is een echte ambachtsman, met een heel breed spectrum, van platenhoezen over postzegels tot tapijten was de motivatie van Design Vlaanderen die de prijs uitreikte.

## Stijl
Tot zijn leermeesters uit de stripwereld rekent Ever Meulen onder meer Hergé, Franquin, Macherot en graficus en schilder Frans Masereel.
Meulen staat bekend voor zijn voorliefde voor stijlvolle auto’s en motorfietsen. Ook haalde hij duidelijk inspiratie uit de Belgische stripverhalen Kuifje en Robbedoes en uit pop- en rockmuziek. Deze elementen vind je vaak terug in zijn werk. Hij heeft zelf een Oldsmobile.
De tekeningen van Meulen zijn zeer herkenbaar. Hij gebruikt vaak kleefrasters en zoekt naar een balans tussen de ‘vrije’ vorm en de gecontroleerde geometrie. Elk detail is belangrijk voor het verhaal dat Meulen wil vertellen.
Enkele terugkerende elementen in zijn werk zijn: de man met de pijp, verleidelijke vrouwen, het ongeluk dat in een klein hoekje geduldig op een slachtoffer wacht, grijnzende gangsters, auto’s en vooral zeer veel rock-‘n-roll.

## Publicaties
- Piet Peuk, Balthazar en De Groene Steenvreter, 1971, stripreeksen
- Surprise, 1976, coverontwerp voor magazine Surprise n°4
- A.I.D.A. Avenue, 1982, omslagontwerp voor Le Club des Directeurs Artistique
- Platenhoezen voor Telex, jaren '80
- De paus in Polen, 1983, Humo cover (Gold Award)
- Publi-Folio, 1984, uitgeverij Plaizier (Brussel), 5 prenten van Meulen
- portfolio Huiles sur papier, 1985, uitgeverij Futuropolis (Parijs)
- Beursschouwburg, 1985, omslag van de gelegenheidsuitgave ter gelegenheid van de twintigjarige verjaardag van de Beursschouwburg
- Kunst in de Metro, 1985, affiche voor de Brusselse metro
- De Zaak TTT, 1986, een verzameling van zijn TTT-tekeningen
- Verve, 2006, het elfde boek van Ever Meulen, verzameling van zijn belangrijkste werk uit de periode 1988-2005
- Automotiv, 2012, verzamelboek over zijn liefde voor de auto

## Affiches
- Baby, can you drive our car, 1975, affiche
- poster gemaakt van zijn beste omslagtekeningen, 1979, ter gelegenheid van het 2000ste nummer van Humo
- affiches voor Le Customobile, 1981
- affiches voor Kaaitheater, 1981
- affiches voor Mallemunt, 1981